# Брусилівська волость
Брусилівська волость — історична адміністративно-територіальна одиниця Радомисльського повіту Київської губернії з центром у містечку Брусилів.
Станом на 1886 рік складалася з 14 поселень, 11 сільських громад. Населення — 12873 осіб (6397 чоловічої статі та 6476 — жіночої), 1141 дворове господарство.
|                     | Площа, десятин | У тому числі орної, дес. |
| ------------------- | -------------- | ------------------------ |
| Сільських громад    | 10131          | 8753                     |
| Приватної власності | 10753          | 5357                     |
| Казенної власності  | 1              | —                        |
| Іншої власності     | 273            | 211                      |
| Загалом             | 21158          | 14321                    |

Поселення волості:
- Брусилів — колишнє власницьке містечко при річці Здвиж за 32 версти від повітового міста, 2061 особа, 247 дворів, 2 православні церкви, костел, ліквідований капуцинський монастир, синагога, 2 єврейських молитовних будинки, школа, богодільня, 13 постоялих будинків, 82 лавки, базари по п'ятницях і неділях, 11 ярмарків, пивоварний і винокурний заводи.
- Дивин — колишнє власницьке село при болоті Жарка, 1326 осіб, 183 двори, православна церква, школа, 2 постоялих будинки, лавка.
- Морозівка — колишнє власницьке село, 382 особи, 47 дворів, каплиця, школа, постоялий будинок.
- Соловіївка — колишнє власницьке село, 2894 особи, 323 двори, православна церква, школа, 6 постоялих будинків, лавка.
- Вільшка — колишнє власницьке село при болоті, 662 особи, 70 дворів, постоялий будинок, лавка.
- Хомутець — колишнє власницьке село при болоті, 775 осіб, 87 дворів, православна церква, школа, постоялий будинок.

Старшинами волості були:
- 1909 року — Ярема Силович Андрусевич[2];
- 1910—1912 роках — Михайло Логвинович Остапенко[3],[4];
- 1913—1915 роках — Лука Іванович Савченко[5],[6].